# Ignatz Wimmer
Ignatz „Igi“ Wimmer (*  2. Februar 1908 in Landshut; † 4. Juni 1999 ebenda) war ein deutscher Kinobetreiber.

## Leben
Er stammt aus einem alten Passauer Lehrergeschlecht zu dem auch die Komponisten Heinz Wimmer und Karl Wimmer zählen. Nach seiner Rückkehr aus sowjetischer Gefangenschaft begann Wimmer 1950 zusammen mit seinen Brüdern und seiner Mutter Anna Wimmer in der Kinobranche zu wirken. Er war 30 Jahren als Vorstand des Wirtschaftsverbandes des Filmtheater Bayerns tätig, davon zwölf Jahre als Hauptvorstand. Er engagierte sich gegen die Vergnügungssteuer für Kinobesuche und prägte den Ausspruch Gut Licht, gut Ton und volle Kassen.
Wimmer war der Onkel von Franz und Helmfried Kober.

## Auszeichnungen
- 1988: Goldene Leinwand[1]
- 1988: Bundesverdienstkreuz 1. Klasse